# IC 858
IC 858 ist eine linsenförmige Galaxie vom Hubble-Typ S0 im Sternbild Haar der Berenike am Nordsternhimmel. Sie ist schätzungsweise 306 Millionen Lichtjahre von der Milchstraße entfernt und hat einen Durchmesser von etwa 100.000 Lichtjahren. Wahrscheinlich bildet sie mit IC 859 ein gravitativ gebundenes Galaxienpaar.

Im selben Himmelsareal befinden sich u. a. die Galaxien NGC 5053 und IC 857.
Das Objekt wurde am 19. Mai 1892 vom französischen Astronomen Stéphane Javelle entdeckt.